# كيفن سيمس
كيفن سيمس (بالإنجليزية: Kevin Simms)‏ هو طبيب بريطاني، ولد في 25 ديسمبر 1964 في بريسكوت ‏ في المملكة المتحدة.

## وصلات خارجية
- كيفن سيمس عل موقع إسبنسكروم (الإنجليزية)